# Melissa Greeff
Melissa Greeff (née le 15 avril 1994 au Cap) est une joueuse d'échecs sud-africaine.

## Titres échiquéens
Elle obtient le titre de maître international féminin des échecs en 2007, et celui de grand maître international féminin en 2009,.

## Carrière individuelle
Melissa Greeff a remporté son premier Championnat d'Afrique en 2007, à Windhoek, en Namibie. La même année, elle remporte une médaille d'argent aux Jeux africains de 2007, à Alger. 
L'année suivante, Melissa Greeff remporte le championnat junior africain d'échecs en 2008-2009. Avec huit points sur neuf possibles, elle termine à un demi-point devant sa compatriote Ezet Roos. L'année suivante, en 2010, elle est qualifiée pour la Coupe du monde des échecs : elle s'incline au premier tour à élimination directe face à l'Indienne Humpy Koneru.

## Equipe nationale d'Afrique du Sud
Melissa Greeff a joué au deuxième échiquier pour l'équipe d'Afrique du sud en 2008. Elle gagne sept parties, fait deux matchs nuls et perd une fois. En 2010, elle joue au premier échiquier. Elle gagne cinq parties, fait trois matchs nuls et perd trois fois.